# Iglesia de San Jaime (Bel)
La iglesia de San Jaime es un templo de culto católico situado en Bel (Rossell), provincia Castellón, comunidad autónoma de Comunidad Valenciana, España.
Sito en el centro de la población y antigua parroquia del obispado de Tortosa. Por la ausencia de población estable solo se celebran actos religiosos en días señalados.

## Historia
La iglesia fue construida, por sus características tipológicas, poco después de la conquista y posterior repoblación del territorio, alrededor de 1234 o 1238, cuando se conceden la primera y la segunda donación del lugar de Bel.
Pocos datos tenemos de la iglesia, excepto las peculiaridades de la decoración de la puerta, con pocas similitudes hispanas mientras es más habitual en la Inglaterra de la época.
Tanto el campanario como la sacristía adosada al lado del Evangelio parecen pertenecer, por la tipología constructiva, al siglo XVII.
En 1999 el ayuntamiento de Rossell y el obispado de Tortosa pidieron a la Generalidad Valenciana una intervención urgente para evitar el derribo del tejado. Por fin, en noviembre de 2006 comenzaron las obras de restauración de la cubierta.

## Arquitectura

### Estructura

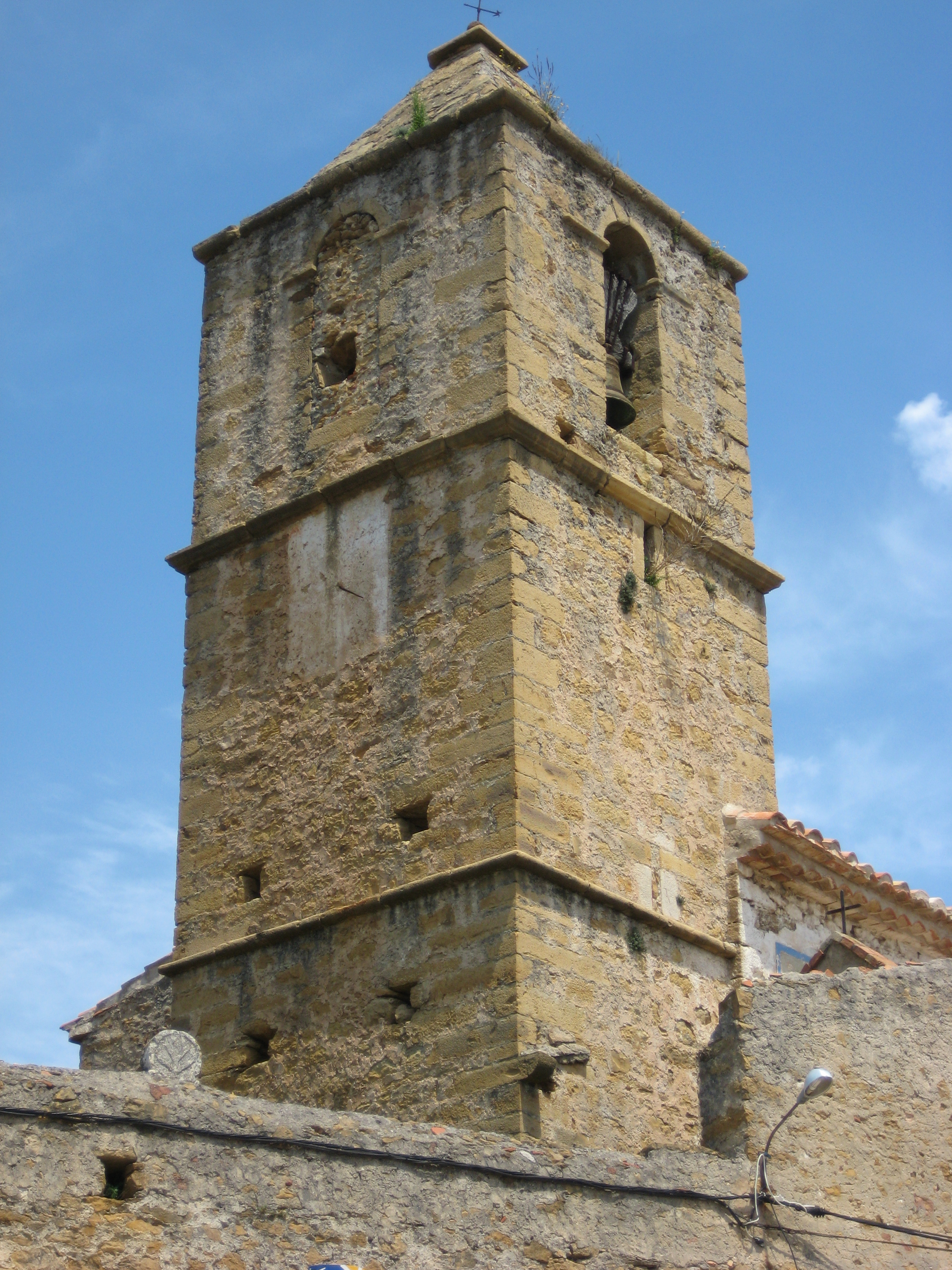
Campanario

Templo característico de mitad del siglo XIII, con una nave de cinco tramos y sustentada la cubierta de madera a dos aguas por arcos diafragmáticos de medio punto soportados por pilastras con impostas lisas, sin contrafuertes.
El tramo de la cabecera es llano y más corto, por pérdida del ábside o por una remodelación posterior. Y el ingreso al templo se encuentra al lado de la Epístola, en el cuarto tramo hacia los pies de la nave.
El espacio interior, tipo salón, ha permitido entre las pilastras la construcción de pequeñas capillas laterales, dos a cada lado. El 
tramo de los pies tiene un coro a media altura, y el presbiterio está levantado sobre el piso con un 
escalón. El 
techo se revistió en el siglo XVIII con una falsa bóveda barroca.

### Portada

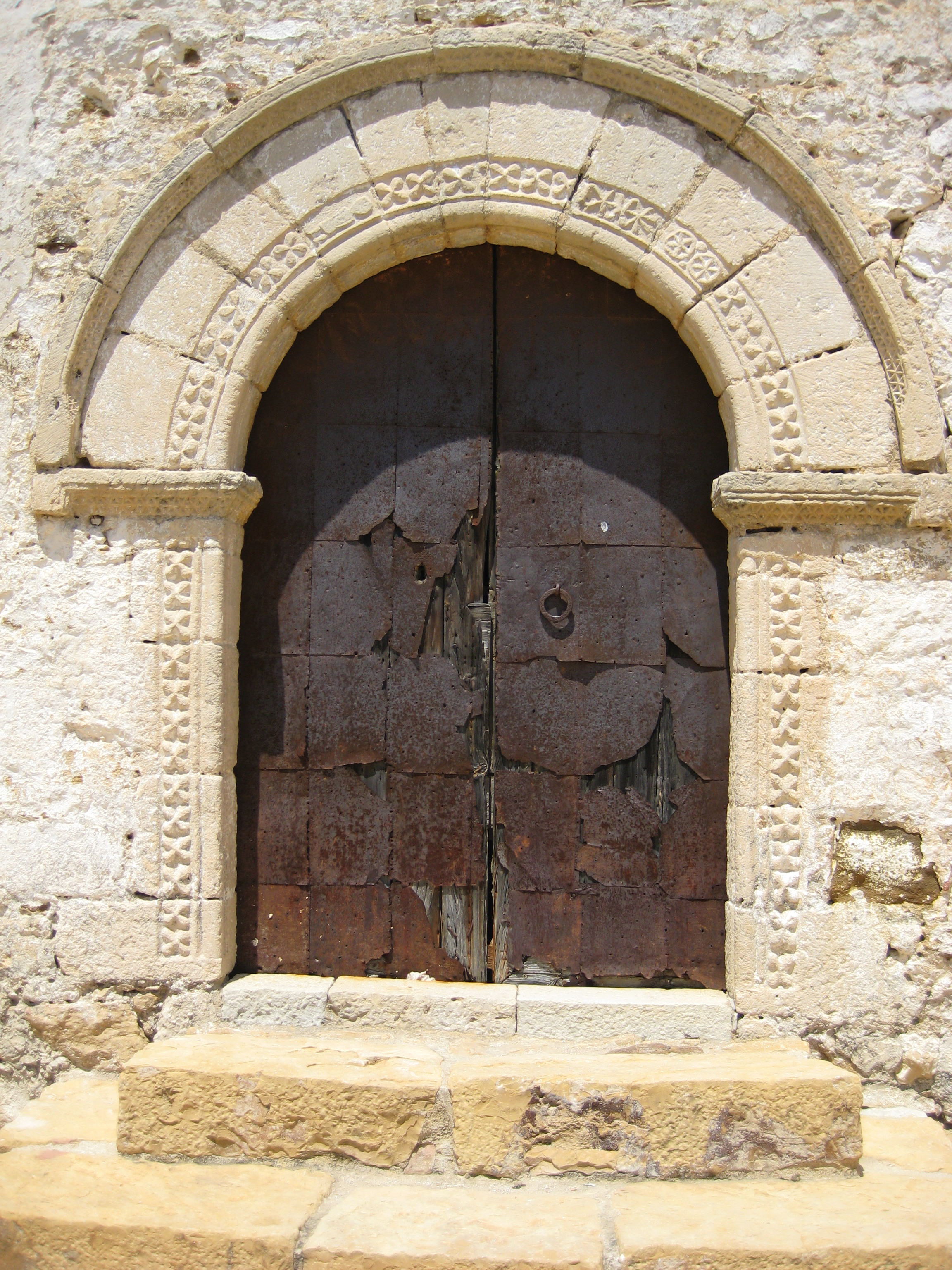
Portada

La puerta es un arco de medio punto, circunscritas las dovelas por una moldura o alfiz circular, decorada ésta y la imposta por un "nido de abeja". Las dovelas están decoradas con una cinta esculpida de tréboles de cuatro hojas que sigue por las jambas, excepto en una dovela donde se sustituye por un penitente o en otra donde hay dos rosas rodeadas más pequeñas separadas por dos esferas.

### Campanario
Es de torre cuadrada adosada a los pies de la nave, de tres cuerpos separados por molduras, los dos inferiores macizos, y el superior, de las campanas, con un vano de medio punto a cada lado, con la imposta moldurada. Una abertura está cegada. Fue construido con mampostería de piedra y sillares en las aperturas y en las esquinas. Cubierta piramidal con losas.